# II wojna Seminolów
II wojna Seminolów – konflikt trwający w latach 1835–1842 na Florydzie, pomiędzy różnymi grupami Indian zwanych zbiorczo Seminolami a Stanami Zjednoczonymi, będący częścią tzw. wojen seminolskich.